# Pulvinaria uapacae
Pulvinaria uapacae är en insektsart som beskrevs av Hodgson 1967. Pulvinaria uapacae ingår i släktet Pulvinaria och familjen skålsköldlöss.
Artens utbredningsområde är Zimbabwe. Inga underarter finns listade i Catalogue of Life.